# スーパーマリオランド2 6つの金貨
『スーパーマリオランド2 6つの金貨』（スーパーマリオランドツー むっつのきんか、SUPER MARIO LAND 2）は、1992年10月21日に任天堂から発売されたゲームボーイ用横スクロールアクションゲーム。
後に「ワリオシリーズ」の主役となるキャラクター「ワリオ」が初登場した作品である（本作では悪役として登場）。なお次作『スーパーマリオランド3 ワリオランド』は主人公がワリオに交代したため、初代ゲームボーイにおけるマリオが主人公のアクションゲームは本作が最後となる。
2000年にニンテンドウパワーの書き換え対応ソフトとして発売された他、他機種向けに配信された（#移植版）。

## システム
ゲームの舞台である「マリオランド」は、マリオが自分の城を構える地域であり、海に囲まれた小島で構成されている。ゲームの目的は主人公のマリオを操作し、待ち受ける敵キャラクターを踏みつけなどで倒し（あるいは避け）、アイテムやコインを取りながらゴールを目指す。そしてワリオに占拠されたマリオ城の奪還とワリオの手下にされたマリオランドの住民を救出することである。マリオシリーズとしては珍しく、劇中にはピーチ姫などのような救いを求めるヒロインが登場しない。
本作ではキャラクターが拡大された画面・上下左右自由にスクロール可能（強制スクロールステージ除く）・ゲームの途中経過をセーブ可能といったシステムが導入された。またマップ画面が設けられ、冒険できるマップは前作よりも増加した。バッテリーバックアップにも対応している。画面に対してキャラクターやステージマップを大きく描くことで、前作の欠点であったグラフィックの見づらさや着地点の微調整のやりづらさなどの点が解消されている。
ステージはそれまでのシリーズ作品で登場するワールドの代わりに6つのゾーンがあり、最初のステージをクリアした後は好きなゾーンから攻略することができる。特定のゾーンの攻略を進めている最中でも、他のゾーンに移動しそのゾーンを先に攻略することもできる。また、隠しステージもマリオゾーンを除く各ゾーンに用意されている。すべてのゾーンを攻略すると最終目的地であるマリオ城に入ることができるようになる。最終ステージであるワリオ城に入るには、それまでの各ステージのボスを倒し、全部で6つある「金貨」をすべて集める必要がある。しかし、マリオの残り人数がなくなりゲームオーバーになってしまうと集めた金貨はすべて元の場所へ戻されてしまい、金貨が入手できる各ボス面のみ未クリアの状態に戻される。
その他、ゲーム中のマリオの外見やアイテム・敵キャラクター・ステージ内の施設構成なども『スーパーマリオワールド』のデザインと通じる点がいくらかある。なお、マリオが2段階変身をした状態でダメージを受けると、小さくならずスーパーマリオ状態に戻るだけに設定されたのは国内版では本作からであり、以降リメイク版や携帯機向けのマリオはほとんどがこの仕様である。また、この作品以降のワリオランドシリーズを含むゲームボーイのマリオシリーズからは、得点の概念が無くなっている。

### イージーモード
本作には難易度が低いイージーモードがある。主な内容として
- 通常より出現する敵キャラクターが少なく、特に攻略の難しいと思われる敵キャラが出現しないことが多い。
- ボス戦での敵の動きが少しゆっくりになる。
- ワリオ城の仕掛けが少なくなったり、動きがゆっくりになる。

等があげられる。なおそれ以外のステージ構成は通常モードと同じである。

### マップ画面切り替え
『スーパーマリオワールド』と同様、一度クリアしたステージを何度でもプレイすることが可能で、一度クリアしたステージではプレイ中にマップ画面に戻れる。本作では一度クリアしたステージでプレイ中にミスした場合でも、マップ画面に切り替わる前であればこのコマンドを使うことができ、使った場合は残り人数が減ることなくマップ画面に戻れる。本作にはこれを使ったバグ技が多く、下向きの土管に入った瞬間にマップに戻り、もう一度ステージに入るとバグ面へ行けるなどの技が存在する。しかし、バグ面ではゲームがフリーズすることがある。これらのバグは後期版では修正されている。

## アクション
スーパーマリオに加え今作は2種の変身能力（ファイアマリオ・バニーマリオ）が用意された。基本動作は『スーパーマリオワールド』と同じであるが、スピンジャンプはスーパーマリオもしくはファイアマリオに限られる。

### 変身など
スーパーマリオ
スーパーキノコを取ると変身する。下からブロックを叩いて壊せるようになり、スピンジャンプを使って足元のブロックも叩くことが出来る。なお本作では、ファイアマリオやバニーマリオのときにスーパーキノコを取るとスーパーマリオに変身してしまう。
ファイアマリオ
ファイアフラワーを取ると変身できる。前作とは異なり、本作ではこれまでのFC版・SFC版スーパーマリオ作品と同様の「ファイアマリオ」となっている。ファイアボールを撃つことができ、敵を攻撃することができるほか、ファイアボールでしか破壊できないブロックを破壊することができる。本作のファイアマリオは帽子に羽がついているので、モノクロ画面でも外観で判別できるようになっている。また、この状態でもスピンジャンプができる。
バニーマリオ
ニンジンを取ると変身できる。ジャンプ力が上がり、ジャンプボタンを押しっぱなしにすることでオートジャンプをするようになる。頭に生えたウサギの耳でゆっくり落下できる。甲羅などは頭に乗せて運ぶ。スピンジャンプはできなくなる。この状態であれば多くのステージの攻略が楽になる。
無敵マリオ
スーパースターで変身。一定時間無敵状態となり、触れるだけで敵を倒せるようになる。無敵時間中に5体以上を体当たりで倒すと、1体倒すごとにマリオの残り人数が1人ずつ増えていく。無敵中の音楽は、一般的なマリオシリーズとも前作とも異なる独自のものとなっている。
『スーパーマリオワールド』と違い、ファイアマリオ・バニーマリオの状態でダメージを受けてもスーパーマリオに戻るだけである。

### その他
アクアマリオ
泳いでいる時のマリオ。ただ泳いでいるだけなので現在の変身状態に上書きはされず、敵からダメージを受けたときも地上と同じである。バニーマリオの状態では上昇し続けることができる。
スペースマリオ
スペースゾーンに入ると自動的にこのマリオになる。宇宙服を着ているだけなので変身状態に上書きはされず、敵からダメージを受けたときも地上と同じである。ステージにより操作が異なり、月の面と隠しステージではゆっくり大きくジャンプし、星の面（ボス面）では、上昇および下降する。

## 施設
カジノ
ステージ中で集めたコインを使ってボーナスゲームをすることができる。ボーナスゲームでは残り人数を増やしたり、アイテムをもらったりすることができる。賭け金は30枚、50枚、200枚、999枚の4種類。
30枚コースは賞品がキノコ、フラワー、ニンジンの3種類。ハズレ（サバーサ）もあり。
50枚コースはキノコ、フラワー、ニンジン、1UP、3UPの5種類。ハズレあり。
200枚コースはアイテムの商品がなく、当たりはすべて残り人数アップ。確率は低いがハズレもある。
999枚コースは一度に持てるコインの最大枚数をすべて賭けることになる。アイテムはなく、最低でも5UP、最高で99UPが期待できる。ハズレはないが、コイン300枚または500枚が当たることがあり、これが事実上のハズレとなる。

## アイテム
スーパーキノコ
取るとスーパーマリオに変身。ブロックを壊せるようになり、スピンジャンプができるようになる。ダメージを受けるとチビマリオに戻る。今作では、これを取ると変身前の姿に関係なくスーパーマリオになるため、ファイアマリオやバニーマリオが取ると逆効果になる。
ファイアフラワー
取るとファイアマリオに変身。画面がモノクロという都合上、今作のみ帽子に羽を付ける形で区別されている。スーパーマリオの能力に加え、ファイアボールが投げられるようになる。敵を攻撃したり、ファイアボールでしか壊せないブロックを破壊できる。
ニンジン
取るとバニーマリオに変身。ジャンプボタンを連打で空中の降下速度を遅くすることができ、ジャンプ力が通常より高くなり、跳ね続けることができる。その代わり、スーパーマリオの能力のスピンジャンプができなくなる。
ハート
取るとマリオの残数が1人増える。
コイン
各ステージで取得できるが、本作では得点の概念がないため、コインを取っても得点にならず、また100枚集めてもマリオの残り人数は増えない。999枚まで貯めることができ、集めたコインはカジノでのボーナスゲームに使える。
コイン袋
取るとコイン50枚分獲得できる。
スーパースター
取ると一定時間、マリオが無敵になる。無敵状態で敵を5匹倒すとそれ以降は1UPになる。ステージ中に隠されている。また本作では敵を100匹倒すとその瞬間にスーパースターが空から降ってくる。ただし、キラーやビービー（蜂）、ガイゴ（蜂の骨）といった「倒しても再出現する敵」は普通に倒してもカウントされず、スピンジャンプで倒す必要がある。スピンジャンプで倒すと対応する場所（砲台・巣穴）からは2度と出てこなくなる。
3UPハート
中央に「3」と書かれたハート。各ステージクリア後のボーナスゲーム（クレーンタイプ）のみ登場。取るとマリオの残数が3人増える。

## ストーリー
前作において、マリオはタタンガにさらわれたデイジー姫と占領された「サラサ・ランド」を救う為に向かっていた最中、ワリオという謎の男がマリオ城を乗っ取り、さらにマリオランドの住民たちに魔法をかけて彼らを自らの手下にしてしまう。しかも、ワリオは城に入る為に必要な6つの金貨を各ゾーンにばらまいてしまった。マリオはマリオランドの住人を救い城を取り戻すべく、各地のボスを倒して金貨を取り戻し、ワリオ城へと乗り込んでいく。

## ステージ構成

### マップ上
ゲートコース
ゲーム開始直後に選択することになるオープニングステージ的位置づけのコース。ノコノコとクリボーが出現する入門用のオーソドックスなコース。
開始直後はこのコースしか選択できずクリアしない限り他のエリアに行くことはできない。また、一度クリアすると二度とこのステージに入ることはできなくなる。
展望台コース
強制スクロール。クリボーとパタクリボーがいて、一定間隔でアイテムが設置されているだけのステージ。
しゃぼん玉コース
スペースゾーンへ行くために必要。カバの像ヒポポンから出される鼻水風船で宇宙を目指す。鼻水風船に乗って飛ぶ場合は何もせずにクリアすることが出来る。また、下の道から水中ルートを通ることでもクリアできるが、宇宙へは行けない。
ワリオ城内
ワリオが待つ最終ステージ。金貨をすべて集めるまでは入ることができない（すべて集めても、ゲームオーバーになると金貨を集め直すまで入れなくなる）。ほとんど敵がいないが、多数のトラップが待ち受けている。

### ゾーン
ツリーゾーン
根・葉など樹木の一部がステージになっている。ボスはクロス。金貨のマークは樹木。
タートルゾーン
いわゆる水中面・水上面。隠しステージはタートルゾーン横の小さな島。ボスはパコ＆ポコ。金貨のマークは亀。
マクロゾーン
小屋の中。マリオがミクロ化する。ここの隠しステージはクリアするとショートカットになる。ボスはリッキー。金貨のマークは木の小屋。
マリオゾーン
ステージマップはマリオの形をしている。機械仕掛けやおもちゃの世界のステージが多い。ここには隠しステージが存在しない。ボスはブーロ・ブーチョ・ブーポン。金貨のマークはマリオの横顔。
パンプキンゾーン
幽霊にちなんだ敵やステージが多い。また、隠しステージが唯一二つ存在する。ボスはサバーサ。金貨のマークはカボチャ。
スペースゾーン
このゾーンは宇宙空間のため、宇宙服を着たスペースマリオとなり、移動がかなり独特になる。ボスはタタンガ。本作の難関。金貨のマークは顔が描かれた三日月。
マリオゾーンを除き、隠しステージをクリアすると各ゾーンの背景などが少し変化する。

### ステージ内
中間ベル
コースのほぼ真ん中にある。これを鳴らすと、ミスしてもその付近から再スタートできる。隠しステージなど、中間ベルがないステージもある。
ゴール（ボーナスゲーム）
隠しステージとボス戦のあるステージを除き、ゴール上にはベルがあり、これを鳴らしてゴールするとボーナスゲームにチャレンジできる。ボーナスゲームは以下の2種類があり、残り人数を増やしたりアイテムを獲得することができる（が、もし手に入れたアイテムが気に召さなかった場合はキャンセルも可能）。
クレーンゲームは立て続けに流れてくるアイテムをクレーンで掴む。ただし、失敗もあり品揃えは残りタイムに左右される（特に残りタイム100を切ってゴールするとほとんどがスーパーキノコになる）。
アミダくじは4つのスイッチを一つ選び、その上に爆弾が乗っているアイテムが落ちてくる(が、ランダムでネズミが2匹線路を妨害する)。アイテムの品揃えは常に一定で必ず獲得できる。
なお一部のステージにはゴールが2つあり、一方に入ると後述の隠しステージに進める。

### 隠しステージ
マリオゾーン以外の各ゾーンにある。パンプキンゾーンは2つ、他のゾーンには1つずつある。基本的には寄り道のような位置付けになっている。隠しステージ内でミスするか、クリアすると隠しステージへの分岐ステージに戻される。隠しステージは一度出現させるとマップ画面に表示されるようになるが、通常のステージとは違い直接そこへ移動することはできない。過去に出現させた隠しステージを再び遊びたい場合は、再び分岐ステージで隠しゴールに行く必要がある。
なお、マクロゾーンの隠しステージに限り、ステージを一度出現させれば分岐ステージを使わずに直接そこに行くことが出来る。また、同ゾーン内の最終ステージへの近道でもある。

## 広告
テレビCMは粘土アニメーションによるもので、「俺だよ、ワリオだよ」というワリオシリーズでは恒例の台詞はこのCMから始まった。
キャッチコピーは「おとぎの国にも、ワルはいる。」。

## 移植版
| No. | タイトル                            | 発売日                       | 対応機種        | 開発元           | 発売元 | メディア                                      | 型式           | 備考 | 出典               |
| --- | ----------------------------------- | ---------------------------- | --------------- | ---------------- | ------ | --------------------------------------------- | -------------- | ---- | ------------------ |
| 1   | スーパーマリオランド2 6つの金貨     | 2000年3月1日                 | ゲームボーイ    | 任天堂開発第一部 | 任天堂 | フラッシュロムカセット （ニンテンドウパワー） | -              |      |                    |
| 2   | スーパーマリオランド2 6つの金貨     | 2011年9月29日 2011年10月12日 | ニンテンドー3DS | 任天堂開発第一部 | 任天堂 | ダウンロード （バーチャルコンソール）         | CTR-P-RAGJ-JPN |      | [ 7 ]              |
| 3   | ゲームボーイ Nintendo Switch Online | 2023年2月9日                 | Nintendo Switch | 任天堂           | 任天堂 | ダウンロード                                  | -              |      | [ 8 ] [ 9 ] [ 10 ] |

マップ画面へ戻る操作によるバグ技は、バーチャルコンソール版は前期版のため使用可能。『ゲームボーイ Nintendo Switch Online』版は後期版のためバグ技は使えない。

## スタッフ
- ディレクター：清武博二、細川豪彦
- プログラマー：原田貴裕、山中勝、小川譲
- アシスタント・プログラマー：兼重力
- グラフィック・デザイナー：清武博二、細川豪彦、加納誠
- ミュージック・コンポーザー：戸高一生
- パッケージ・デザイナー：坂下雅史、野村扶二子、井上泰夫
- プロデューサー：横井軍平

## 評価
ゲーム誌『ファミコン通信』の「クロスレビュー」では、7・6・7・5の合計25点（満40点）、『ファミリーコンピュータMagazine』の読者投票による「ゲーム通信簿」での評価は以下の通り23.3点（満30点）となっている。
| 項目 | キャラクタ | 音楽 | お買得度 | 操作性 | 熱中度 | オリジナリティ | 総合 |
| 得点 | 4.3        | 3.7  | 3.9      | 3.9    | 4.0    | 3.6            | 23.3 |